# Iwan Chmara
Iwan Chmara, Paweł Chmara ros. Иван Григорьевич Хмара (ur. 11 sierpnia?/23 sierpnia 1888, zm. 16 kwietnia 1983) – radziecki wojskowy, generał major służby intendenckiej.

## Życiorys
Pochodził z polskiej rodziny. Był oficerem służb kwatermistrzowskich Armii Czerwonej. Uchwałą Rady Komisarzy Ludowych ZSRR z 17 listopada 1942 mianowany generałem majorem służb kwatermistrzowskich Armii Czerwonej. 16 IV 1944 skierowany do służby w PSZ w ZSRR jako czasowo p.o. zastępcy dowódcy 1 Armii WP ds. kwatermistrzowskich. Stanowisko to zajmował do 6 czerwca 1944, po czym 15 czerwca powrócił do Armii Czerwonej. Dalsze jego losy nie są znane.